# Monarch Airlines
Monarch Airlines, im Außenauftritt auch kurz Monarch, war eine britische Fluggesellschaft mit Sitz in Luton. Das Unternehmen gehörte der Investmentfirma Greybull Capital.
Am 2. Oktober 2017 meldete das Unternehmen Insolvenz an und stellte den Flugbetrieb ein.

## Geschichte

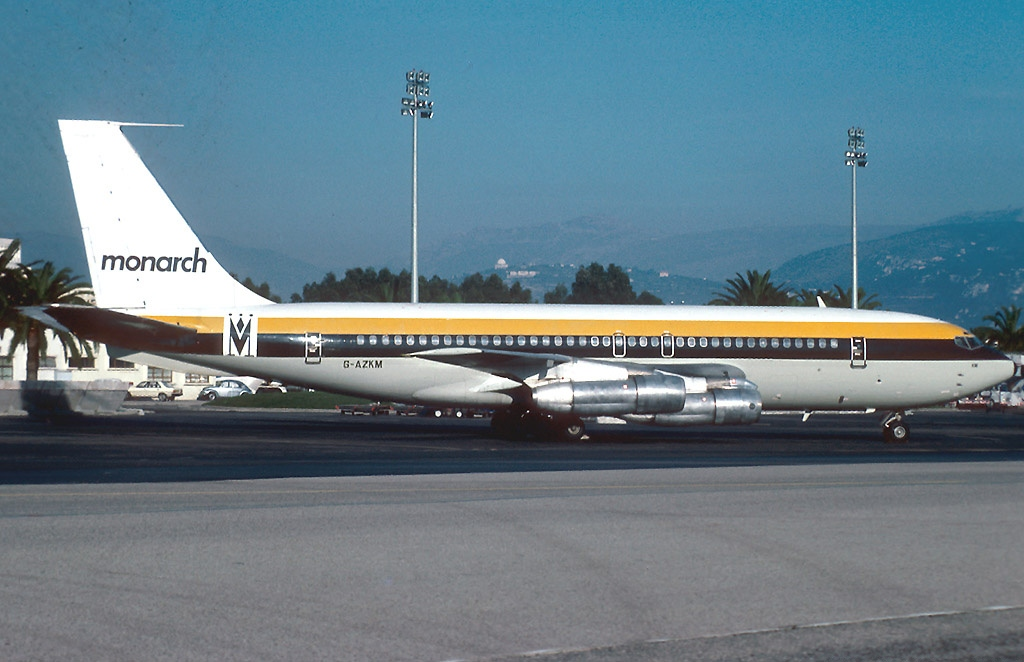
Eine Boeing 720 der Monarch Airlines, Nizza 1982

Monarch Airlines wurde am 1. Juni 1967 von den Tessiner Brüdern Sergio und Geo Mantegazza, den Söhnen des Gründers des Schweizer Touristikkonzerns Globus, als Tochtergesellschaft von Globus gegründet und nahm am 5. April 1968 Charterflüge mit einer von Caledonian Airways übernommenen Bristol Britannia von London-Luton nach Madrid-Barajas auf. 
Im Jahr 1971 begann bei Monarch Airlines das Jetzeitalter mit dem Erwerb einer gebrauchten Boeing 720 der Northwest Airlines für 1 Million US-Dollar. Ab 1976 waren alle Maschinen der Flotte Strahlflugzeuge. 
Im Jahr 1981 wurden Büros an den Flughäfen Gatwick, Glasgow International und Manchester eröffnet. Im Jahr 1985 beantragte Monarch die Lizenz für Linienflüge und am 5. Juli 1986 wurde Monarch Crown Service als Abteilung für Linienflüge gegründet.
Im Jahr 1999 erhielt das Unternehmen seinen ersten Airbus A330-200 und flog damit Langstrecken-Charterflüge in einer Zwei-Klassen-Konfiguration. Im Jahr 2002 wurde Monarch Crown Service in Monarch Scheduled (scheduled  dt. Linienflug) umbenannt.
Im September 2011 stornierte Monarch Airlines eine 2006 erteilte Bestellung über sechs Boeing 787-8, da zukünftig vermehrt Kurz- und Mittelstrecken bedient werden sollen. In den letzten Jahren hat die Gesellschaft mehrfach ihren Logoschriftzug sowie die Farbgestaltung ihrer Flugzeuge modifiziert.
Im März 2013 eröffnete Monarch Airlines ihre sechste britische Basis auf dem Leeds Bradford International Airport.
Am 13. April 2014 musterte Monarch Airlines nach einem Sonderflug von London-Gatwick nach Birmingham als letzte europäische Fluggesellschaft die Passagierversion des Airbus A300 aus, den sie seit 1990 betrieben hatte. Bis zum Frühjahr 2015 musterte die Gesellschaft zudem ihre Boeing 757-200 aus.
Im August 2014 wurde bekanntgegeben, dass Monarch ab Frühjahr 2015 keine Charterflüge mehr anbieten, sondern ausschließlich Linienflüge im Low-cost-Segment durchführen wird. Im Rahmen dieser Neuausrichtung wurden auch die Langstreckenflüge, beispielsweise nach Orlando und Goa eingestellt, die hierfür genutzten Airbus A330-200 verließen daraufhin die Flotte.
Im Herbst 2014 verkaufte Sergio Mantegazza die in finanziellen Schwierigkeiten steckende Monarch Airlines an die britische Investmentfirma Greybull Capital, die den Familien der Brüder Nathaniel Jerome Meyohas und Marc Meyohas sowie Richard Perlhagen gehört.
Im Oktober 2014 gab Monarch Airlines bekannt, bis 2020 ihre gesamte Flotte auf Flugzeuge von Boeing umzustellen. Zu diesem Zweck wurden 30 Boeing 737 MAX 8 bestellt sowie 15 weitere optioniert.
Wie angekündigt führte Monarch Airlines am 30. April 2015 ihren letzten Charterflug und gleichzeitig den letzten Flug mit einem Airbus A330-200 durch.
Nachdem Greybull Capital und die vormaligen Eigentümer in den letzten sechs Jahren bereits fünf Mal zusätzlich Kapital in die Fluggesellschaft investierten, stellte am frühen Morgen des 2. Oktober 2017 die zu diesem Zeitpunkt fünftgrößte Fluggesellschaft des Landes mit sofortiger Wirkung den gesamten Flugbetrieb ein (sogenanntes grounding).  Alle bereits gebuchten Tickets verloren ihre Gültigkeit. Die britische Regierung beauftragte die Luftfahrtbehörde, eine Lösung für den Rücktransport von rund 110.000 Passagieren zu finden, denen zum Zeitpunkt des Groundings die Rückflüge infolge der Insolvenz verloren gingen. Monarch gelang es in den vergangenen Jahren nicht, sich gegen die Konkurrenz der Billigfluggesellschaft im Markt zu positionieren und Verkaufsgespräche, die zuletzt mit EasyJet, Norwegian und Wizz Air geführt wurden, blieben ergebnislos.

## Flugziele
Monarch Airlines bediente von seinen fünf britischen Stützpunkten in Gatwick, Manchester, Leeds, Luton und Birmingham aus zahlreiche europäische Ziele, darunter hauptsächlich Urlaubsziele wie beispielsweise Fuerteventura, Antalya und Kos. Charter- und Langstreckenflüge wurden seit Frühjahr 2015 nicht mehr angeboten.
Seit September 2012 wurde mit München auch erstmals ein Ziel in Deutschland angeflogen, im Dezember 2012 folgte Friedrichshafen. Bereits im April 2013 wurden alle sechs Routen nach Deutschland wieder vorübergehend eingestellt. Sie wurden zwar zwischenzeitlich bis auf München-Birmingham saisonal wieder aufgenommen, mit Stand Mai 2015 jedoch wurden alle saisonalen Routen nach München eingestellt und seither nur noch Friedrichshafen angeflogen. In der Zwischenzeit wurde aber auch bekannt, dass die Route Manchester-Friedrichshafen in Folge des Konzernumbaus genauso eingestellt wie auch wie die Flugroute London-Friedrichshafen auf eine Rotation beschränkt wurde.

## Flotte

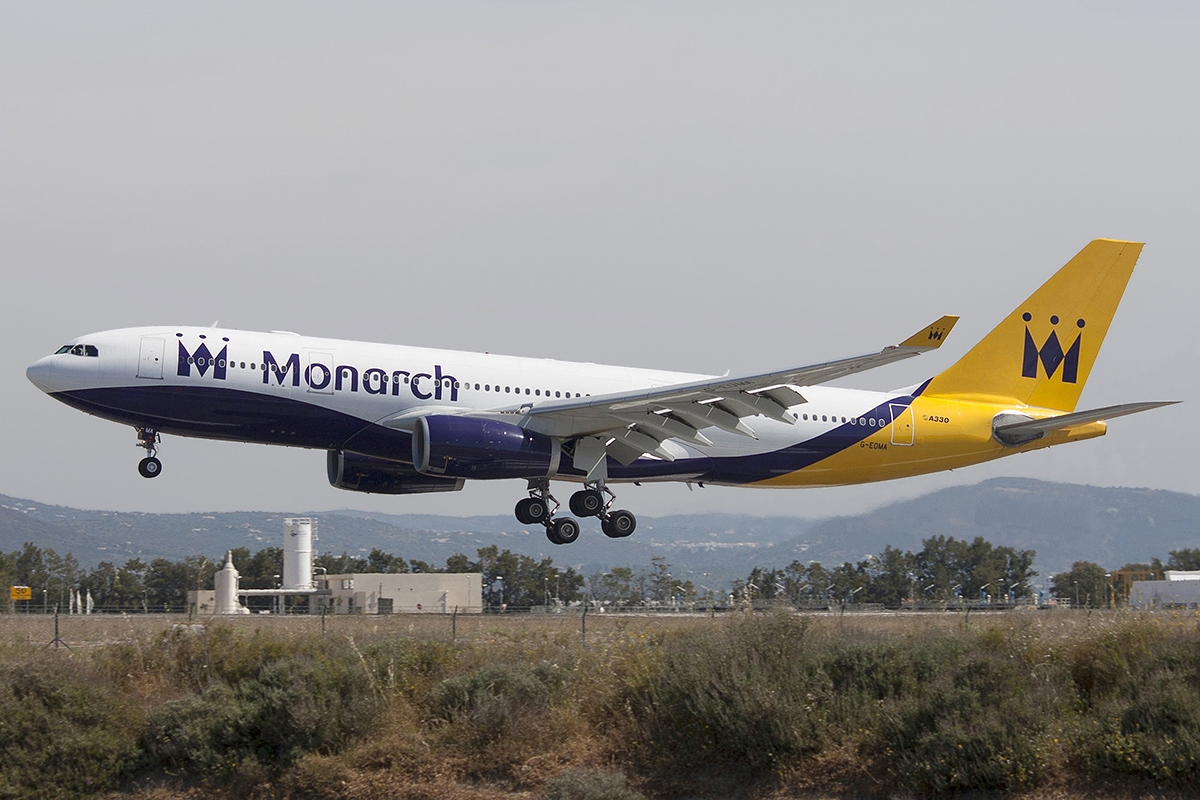
Ein Airbus A330-200 der Monarch Airlines

### Flotte bei Betriebseinstellung
Zur Betriebseinstellung am 2. Oktober 2017 setzte sich die Flotte der Monarch Airlines aus 36 Flugzeugen mit einem Durchschnittsalter von 12,7 Jahren zusammen:
| Flugzeugtyp      | Anzahl | bestellt | Anmerkungen                                           | Sitzplätze |
| ---------------- | ------ | -------- | ----------------------------------------------------- | ---------- |
| Airbus A320-200  | 10     |          | 1 betrieben durch SmartLynx Airlines; 1 mit Sharklets | 174        |
| Airbus A321-200  | 25     |          | 4 mit Sharklets                                       | 214        |
| Boeing 737-800   | 01     |          | mit Winglets                                          | 186        |
| Boeing 737 8 MAX |        | 30       |                                                       | – offen –  |
| Gesamt           | 36     | 30       |                                                       |            |

### Zuvor eingesetzte Flugzeuge

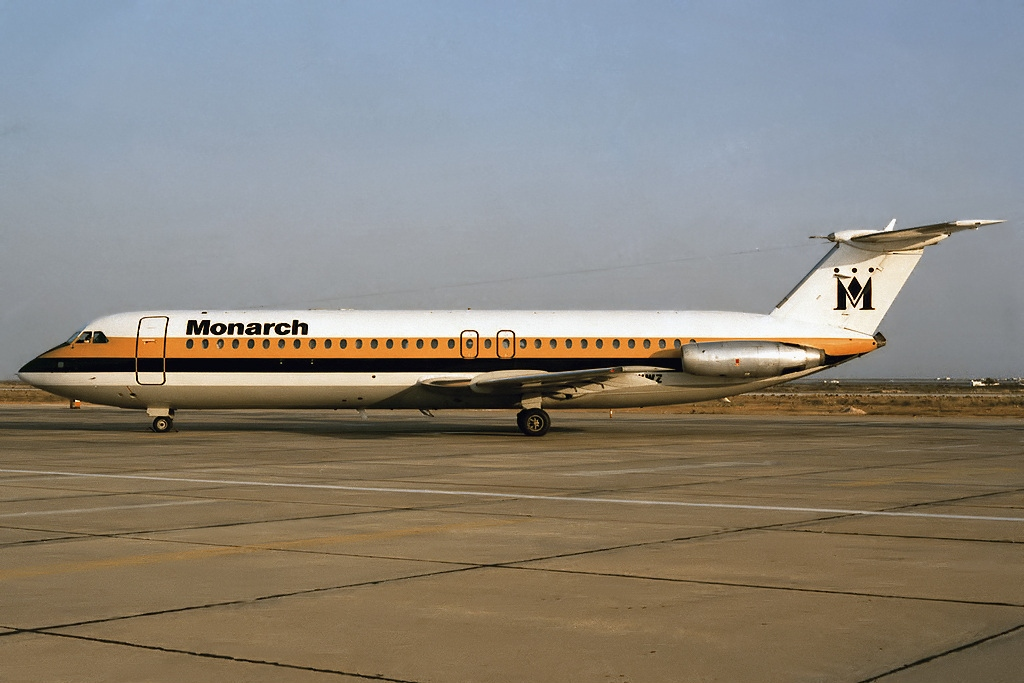
BAC 111-500 der Monarch Airlines (1986)

Darüber hinaus setzte Monarch Airlines in der Vergangenheit folgende Flugzeugtypen ein:
- Airbus A300B4-600
- Airbus A330-200
- BAC 111-500
- Boeing 707-100 und 707-300C (707-300C geleast von BCal)
- Boeing 720B
- Boeing 737-200, 737-300 und 737-700 (737-700 geleast von Jet Time)
- Boeing 757-200
- Boeing 767-300ER
- Bristol Britannia Serien 253, 308, 312, 312F, 313
- McDonnell Douglas DC-10-30
- McDonnell Douglas MD-11 (geleast von World Airways)

## Zwischenfälle
Während der gesamten Betriebszeit von Monarch Airlines kam es nicht zu Totalverlusten von Flugzeugen oder Zwischenfällen mit Todesopfern.